# Monarto Zoological Park
Monarto Zoological Park är en park i Australien. Den ligger i delstaten South Australia, omkring 54 kilometer öster om delstatshuvudstaden Adelaide. Monarto Zoological Park ligger 103 meter över havet.
Närmaste större samhälle är Murray Bridge, omkring 11 kilometer öster om Monarto Zoological Park.
Trakten runt Monarto Zoological Park består till största delen av jordbruksmark. Runt Monarto Zoological Park är det glesbefolkat, med 10 invånare per kvadratkilometer. Genomsnittlig årsnederbörd är 513 millimeter. Den regnigaste månaden är juni, med i genomsnitt 86 mm nederbörd, och den torraste är december, med 16 mm nederbörd.